# Iglesia de la Inmaculada Concepción (Navaridas)
La iglesia de la Inmaculada Concepción es un edificio del municipio español de Navaridas.

## Descripción
La iglesia está situada en el municipio español de Navaridas, perteneciente a la provincia de Álava. Aparece descrita en el duodécimo volumen del Diccionario geográfico-estadístico-histórico de España y sus posesiones de Ultramar de Pascual Madoz con las siguientes palabras:

igl. parr. sit. en medio de los dos barrios, dedicasda á la Purísima Concepcion, y servida por 4 beneficiado 2 de los cuales son de media y otros 2 de racion entera uno de estos ejerce la cura de almas por nombramiento del ordinario, y todos son de presentacion del cabildo; hay además un sacristan, organista y monaguillo.
(Madoz, 1849, pp. 66-67)